# 스노우 엔젤
《스노우 엔젤》(영어: Snow Angels)은 미국에서 제작된 데이비드 고든 그린 감독의 2007년 드라마 영화이다. 케이트 베킨세일, 샘 록웰 등이 출연하였고, R. 폴 밀러 등이 제작에 참여하였다.

## 출연진
- 케이트 베킨세일
- 샘 록웰
- 마이클 앵거라노
- 저네타 아넷
- 그리핀 던
- 니키 캣
- 톰 누넌
- 코너 파울로
- 에이미 시데리스
- 올리비아 설비
- 브라이언 다우니

## 기타 제작진
- 공동 제작: 데릭 쩡[1]
- 배역: 케리 바든, 빌리 홉킨스, 폴 슈니, 수잰 스미스
- 미술: 리처드 A. 라이트